# Jeunesse sportive de Bukavu
Pour les articles homonymes, voir Ajax.
Ne doit pas être confondu avec Ajax Amsterdam, Ajax Cape Town Football Club, FC Ajax Lasnamäe ou Ajax Heroes.
Maillots
JS Bukavu est un club congolais de football basé à Bukavu.
Contrairement à son homologue néerlandais, le club n'a jamais remporté de titre notable dans son propre pays.

## Histoire

### Drame
En 2010, un joueur de l’AS Ajax de Bukavu qui venait de livrer un match à Kavumu, trouve la mort le dimanche 13 juin, à la suite d'un accident de circulation sur l’axe Bukavu-Kavumu. Selon des témoins, un bus en provenance de Kavumu transportant une équipe de football a cogné un autre véhicule qui venait de Bukavu.
Trois autres passagers sont blessées.
Les présidents de différentes équipes sportives de Bukavu se réunissent, le lundi 14 juin, à l’Hôtel Chikoma, pour organiser les obsèques de l’athlète disparu.

## Palmarès
- LIFSKI : 
  - Vainqueur : 2010